# Talcy (Loir-et-Cher)
Talcy település Franciaországban, Loir-et-Cher megyében. Lakosainak száma 277 fő (2022. január 1.). Talcy La Chapelle-Saint-Martin-en-Plaine, Concriers, La Madeleine-Villefrouin, Le Plessis-l’Échelle, Roches, Séris és Villexanton községekkel határos.

## Népesség
A település népessége az elmúlt években az alábbi módon változott:
| Lakosok száma | 235  | 241  | 240  | 250  | 259  | 252  | 243  | 260  | 268  | 277  |
|               | 1968 | 1982 | 1990 | 2006 | 2013 | 2015 | 2017 | 2019 | 2020 | 2022 |